# Albert Vogelbach
Albert Vogelbach (* 6. Februar 1877 in Lörrach; † 4. Oktober 1924 ebenda) war ein deutscher Maschinenbau-Ingenieur und Unternehmer. Er führte auf Arbeitgeberseite die Verhandlungen im Umfeld des Oberbadischen Aufstands 1923.

## Leben
Albert Vogelbach studierte Maschinenbau an der Technischen Hochschule Karlsruhe. Zusammen mit seinem Bruder Friedrich Vogelbach war er seit 1902 Inhaber der Baumwollspinnerei Vogelbach, die seine Familie 1874 erworben hatte. Das Unternehmen produzierte anfangs Baumwollgarne, später auch Kunst- bzw. Viskosegarne und war hauptsächlich in Deutschland und im Elsass tätig.
Von 1911 bis 1924 war Vogelbach erster Vorsitzender des Vereins der Textilindustriellen des Wiesentals und seiner Umgebung. Er war Direktoriumsmitglied im Bezirksvereinsvorstand Lörrach des Verbandes Südwestdeutscher Industrieller (VSWI), mindestens von 1914 bis 1920. Er war zweiter Vorsitzender des Verbandes Süddeutscher Textilarbeitgeber. Ebenfalls war er bei der Gründung der Reichsarbeitsgemeinschaft tätig und er war Mitglied der zentralen Kommission dieser Arbeitsgemeinschaft.

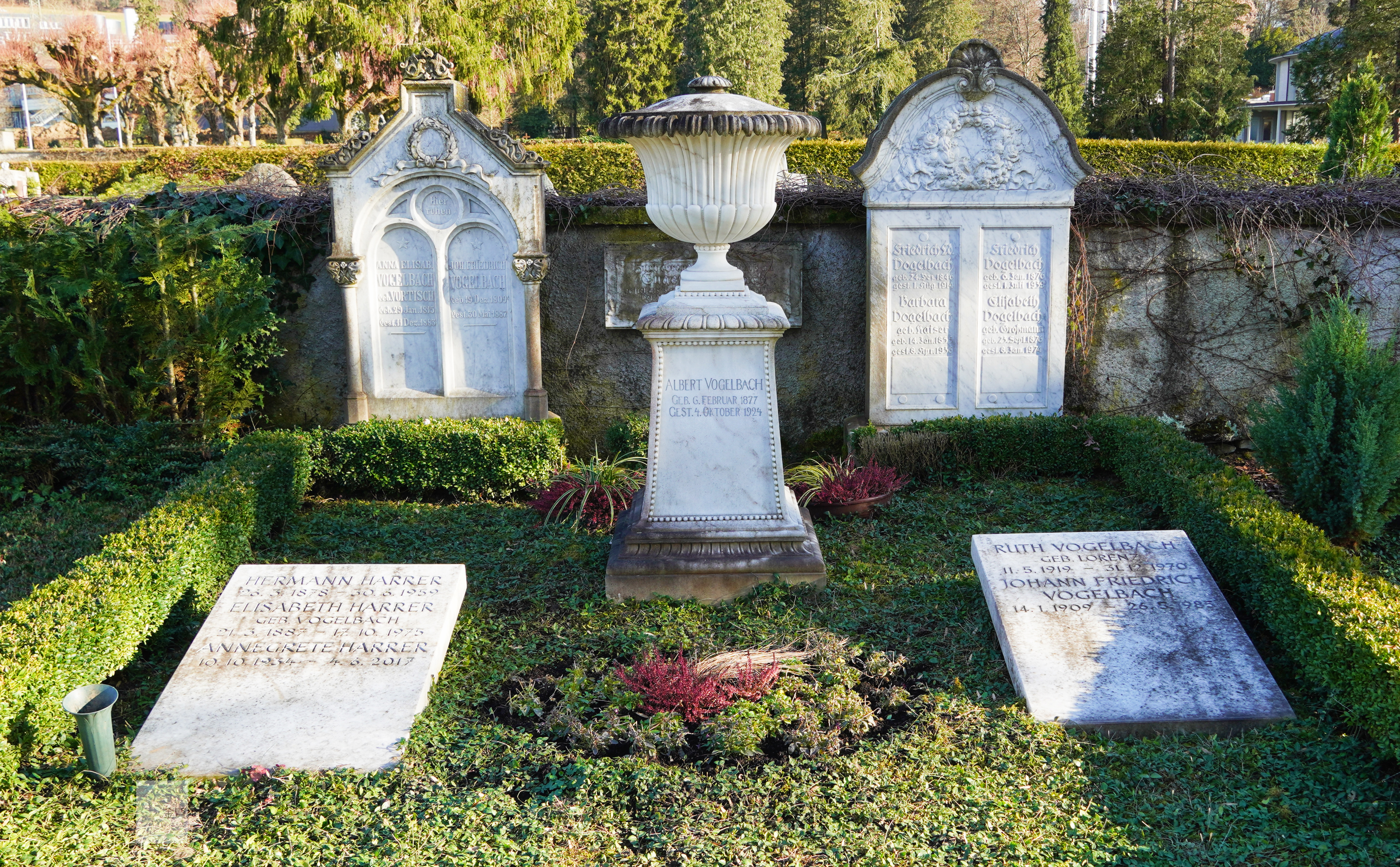
Familiengrab Vogelbach auf dem Hauptfriedhof Lörrach

Während des Oberbadischen Aufstands 1923, eine Auseinandersetzung zwischen kommunistisch beeinflussten Arbeitern und Unternehmern, führte er auf Arbeitgeberseite die Verhandlungen. Er wurde damals von Aufständischen verschleppt und misshandelt. Sein früher Tod war eine folge davon.